# John Lanchbery
John Arthur Lanchbery (ur. 15 maja 1923 w Londynie, zm. 27 lutego 2003 w Melbourne) – brytyjski dyrygent, kompozytor i aranżer.

## Życiorys
Studiował w Królewskiej Akademii Muzycznej w Londynie. Działał głównie jako dyrygent baletowy, pełnił funkcję dyrygenta Metropolitan Ballet w Nowym Jorku (1948–1950), Sadler’s Wells Ballet w Londynie (1950–1959) i Royal Ballet w londyńskim Covent Garden Theatre (1960–1971). Od 1972 do 1977 roku dyrygował Australian Ballet w Melbourne. W latach 1978–1980 pełnił funkcję dyrektora muzycznego American Ballet Theatre w Nowym Jorku.
Pisał muzykę na potrzeby filmu, radia i telewizji. Aranżował muzykę do baletów Fredericka Ashtona, m.in. La fille mal gardeé z muzyką Ferdinanda Hérolda (1960), Les deux pigeons z muzyką André Messagera (1961), The Dream z muzyką Felixa Mendelssohna (1964), Monotones z muzyką Erika Satiego (1966), Twory Prometeusza z muzyką Ludwiga van Beethovena (1970), A Month in the Country z muzyką Fryderyka Chopina (1976).
Odznaczony Orderem Imperium Brytyjskiego w stopniu oficera (1990).